# رابرت لیندلی ماری
 رابرت لیندلی مورای (انگلیسی: Robert Lindley Murray؛ زاده ۳ نوامبر ۱۸۹۳ – درگذشته ۱۷ ژانویهٔ ۱۹۷۰) یک تنیس‌باز اهل ایالات متحده آمریکا بود.